# Tiwanaku
Tiwanaku (spansk:Tiahuanaco) er et arkæologisk område syd for Titicacasøen i Bolivia. Tiwanaku var en vigtig by, der sandsynligvis var centrum for et imperium. Forskere mener, at det var forfædrene til det nuværende Aymarafolk, der boede i byen. Stedet er optaget på UNESCOs Verdensarvsliste.
Arkæologer troede tidligere, at Tiwanaku hovedsagelig var et religiøst sted, men udgravninger har i de seneste årtier vist, at der var tale om en storslået by med mange indbyggere og bl.a. kanaler til at gøre landbruget lettere. Byen menes at have dækket et område på 6 km². Tiwanaku ligger et kort stykke fra Titicacasøen, men tidligere har søen gået helt hen til byen. Byens ruiner præsenterer monumental arkitektur, der i nogle henseender overgår den senere inkaarkitektur, med store firkantede stenblokke. Et af stedets vigtigste vartegn er den såkaldte solport, som i moderne tid er blevet reetableret efter at den kollapsede under udgravningerne af byen. Stedet indeholder også flere store statuer.
Det menes, at byen blev grundlagt som en landsby omkring 200 f.Kr., hvorefter den voksede til en højt udviklet by omkring år ca. 600, inden den blev opgivet omkring år 1000.